# Ásgrímur Jónsson
Ásgrímur Jónsson (4. března 1876 Rútsstaðahverfi – 5. dubna 1958 Reykjavík) byl islandský malíř, jeden z prvních na Islandu, který se uměním uživil. Náměty jeho obrazů jsou většinou krajiny rodné země, zejména hory. Bývá řazen k impresionismu, ke konci života se dotkl expresionismu. Některé z jeho obrázků také ilustrují islandské ságy a lidové příběhy. Byl rovněž známý svými nástěnnými malbami v různých kostelech na Islandu.
V letech 1900 až 1903 studoval na Královské výtvarné akademii v Kodani. Po promoci hodně cestoval (Itálie, Německo, Francie). Ovlivnil mnoho islandských umělců, včetně Jóhannese Sveinssona Kjarvala, kterému byl přímo učitelem základů malování. Krátce před svou smrtí daroval svůj dům v Bergstaðastræti v Reykjavíku islandské vládě, spolu se všemi obrazy, které měl v té době v držení. Jednalo se o 192 olejomaleb a 277 akvarelů. Jeho dům je nyní spravován Islandskou národní galerií a nachází se v něm trvalá expozice Jónssonových děl. Během svého života byl Jónsson poctěn mnoha způsoby. Byl jmenován čestným profesorem na Islandské univerzitě a v roce 1933 Velkým rytířem Islandského řádu Sokola. Byl čestným členem Královské švédské akademie umění a rytířem Dannebrogu první třídy. Zemřel v roce 1958 a byl pohřben na hřbitově Gaulverjabæjar ve Flóahreppuru.